# 球花牛奶菜
球花牛奶菜（学名：Marsdenia globifera）是夹竹桃科牛奶菜属的植物。分布在中国大陆的广东、广西、云南等地，生长于海拔600米的地区，常生长在密林荫处的岩石上和大树上，目前尚未由人工引种栽培。